# Сьвентне
Сьвентне (пол. Świętne) — село в Польщі, у гміні Вільчин Конінського повіту Великопольського воєводства.
Населення — 67 осіб (2011).
У 1975-1998 роках село належало до Конінського воєводства.

## Демографія
Демографічна структура станом на 31 березня 2011 року:
|          | Загалом | Допрацездатний вік | Працездатний вік | Постпрацездатний вік |
| -------- | ------- | ------------------ | ---------------- | -------------------- |
| Чоловіки | 39      | 8                  | 28               | 3                    |
| Жінки    | 28      | 8                  | 14               | 6                    |
| Разом    | 67      | 16                 | 42               | 9                    |